# Deni Fiorentini
Deni Fiorentini (Split, 5. lipnja 1984.), prije Deni Jovanović, hrvatski vaterpolist koji igra za talijansku reprezentaciju. Njegov klub je Pro Recco. Visok je 191 cm i mase je 84 kg.